# گروه E جام جهانی فوتبال ۲۰۱۸

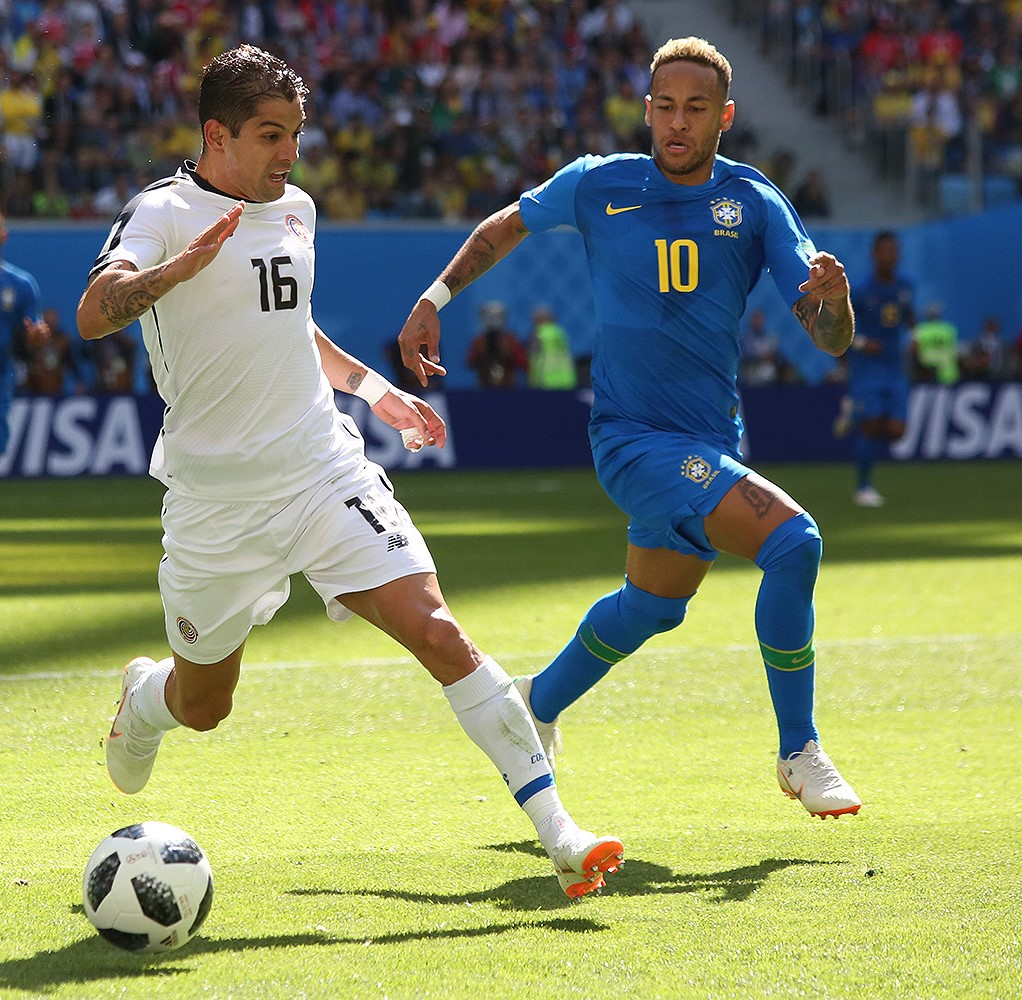
نیمار و کریستینو گامبوا

مسابقات گروه E جام جهانی فوتبال ۲۰۱۸ از ۱۷ تا ۲۷ ژوئن ۲۰۱۸ برگزار خواهد شد. این گروه شامل تیم‌های برزیل، سوئیس، کاستاریکا و صربستان است. دو تیم برتر به مرحله یک شانزدهم نهایی صعود می‌کنند.

## حواشی بازی صربستان-سوئیس
در بازی دوم این گروه تیم ملی فوتبال سوییس با تیم ملی فوتبال صربستان هم‌بازی شد؛ در حالی که یک سوم بازیکنان سوییس را آلبانیایی‌تباران اهل کوزوو تشکیل می‌دادند که در زمان جنگ‌های بالکان به سوییس مهاجرت کرده‌بودند. دو تیم مقابل یکدیگر قرار گرفتند و در حالی که در ابتدای بازی صربستان پیش افتاده بود، گرانیت ژاکا و جردان شکیری، هر دو با تبار آلبانیایی، برای سوییس گلزنی کردند. این دو پس از به ثمر رساندن گل‌هایشان با دست نماد عقاب آلبانی را نشان دادند که نماد مقاومت مردم کوزوو در برابر نسل‌کشی آن‌ها توسط صرب‌ها بود. همچنین شکیری در این بازی کفش‌هایی به پا داشت که بر پاشنه‌هایشان پرچم کوزوو و پرچم سوئیس دوخته شده بود.